# Comuna Răcășdia, Caraș-Severin
Răcășdia este o comună în județul Caraș-Severin, Banat, România, formată din satele Răcășdia (reședința) și Vrăniuț.

## Geografie
Răcășdia se învecinează la nord-est cu orașul Oravița, la nord cu comuna Vărădia, la nord-vest cu comuna Vrani, la vest cu comuna Berliște, la sud cu comuna Ciuchici și la est cu comuna Ciclova Română. La intrarea în localitate, în partea sa de est, este străbătută de Paralela 45.
Comuna beneficiază de prima cale ferată construită din țară (Oravița-Baziaș), realizată între anii 1846 și 1854. Localitatea Răcășdia este străbătută și de șoseaua națională 57, Moravița-Orșova. Prin comună trec pârâurile Răcășdiuța, de unde derivă și numele de Răcășdia (de la mulțimea racilor care populau cândva pârâul) și pârâul Valea Mare.

## Demografie
Componența etnică a comunei Răcășdia
     Români (65,39%)
     Romi (27,62%)
     Alte etnii (0,36%)
     Necunoscută (6,63%)
Componența confesională a comunei Răcășdia
     Ortodocși (81,19%)
     Penticostali (7,41%)
     Baptiști (2,75%)
     Alte religii (1,45%)
     Necunoscută (7,2%)
Conform recensământului efectuat în 2021, populația comunei Răcășdia se ridică la 1.930 de locuitori, în scădere față de recensământul anterior din 2011, când fuseseră înregistrați 1.976 de locuitori. Majoritatea locuitorilor sunt români (65,39%), cu o minoritate de romi (27,62%), iar pentru 6,63% nu se cunoaște apartenența etnică. Din punct de vedere confesional, majoritatea locuitorilor sunt ortodocși (81,19%), cu minorități de penticostali (7,41%) și baptiști (2,75%), iar pentru 7,2% nu se cunoaște apartenența confesională.

## Politică și administrație
Comuna Răcășdia este administrată de un primar și un consiliu local compus din 11 consilieri. Primarul, Nicoleta Lechici[*], de la Partidul Național Liberal, este în funcție din 1 noiembrie 2024. Începând cu alegerile locale din 2024, consiliul local are următoarea componență pe partide politice:
|  | Partid                    | Consilieri | Componența Consiliului | Componența Consiliului | Componența Consiliului | Componența Consiliului |
|  | ------------------------- | ---------- | ---------------------- | ---------------------- | ---------------------- | ---------------------- |
|  | Partidul Național Liberal | 4          |                        |                        |                        |                        |
|  | Partidul Social Democrat  | 4          |                        |                        |                        |                        |
|  | Alianța Dreapta Unită     | 3          |                        |                        |                        |                        |

## Clima
Clima Răcășdiei este de tip continental-moderat cu influențe submediteraneene.

## Istorie

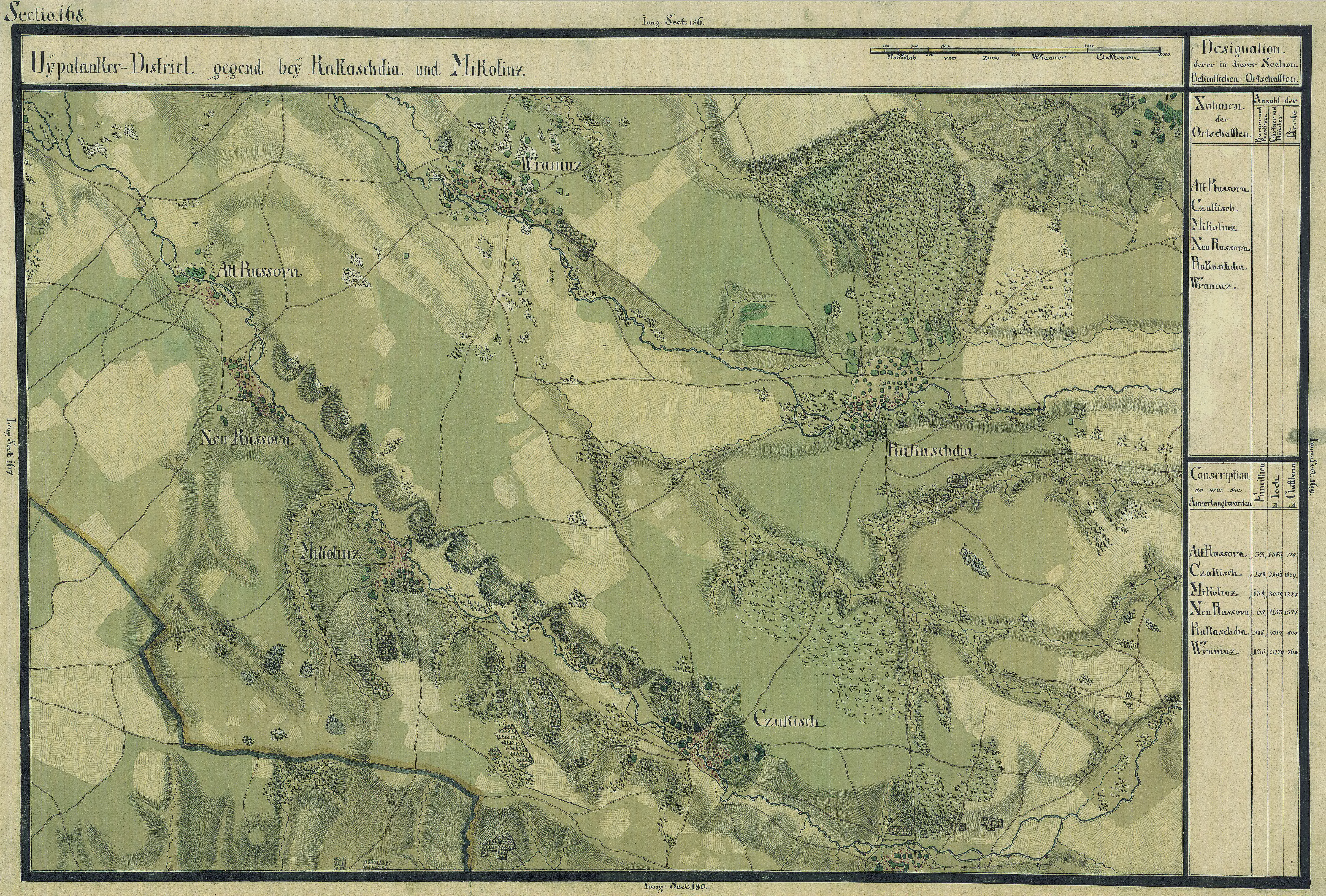
Răcășdia în Harta Iosefină a Banatului, 1769-72

Prima atestare documentară de așezări omenești apare în anul 1440 într-un act de împroprietărire, unde se află mențiunea: “ Nobili de Ciorna, de Dănsuș (Dampsos) și  Bizere, iau asupra lor, supt regele Albert, cetățile amenințate și primesc pentru  această o donație de pământuri în Banatul occidental (și la Răcășdia)“.-Nicolae Iorga, Probleme și observații bănățene, București,1940, p. 35
Apoi se aminteste de localitate în anul 1690, în Istoria județului Caraș a lui Pesty Frigies ,pe atunci localitatea se chema Răcăștia. În data de 3 iunie 1933, Regele Carol al II-lea, însoțit de Principele Mihai I, a vizitat Răcășdia. Cu acest prilej, s-a început construirea casei culturale, prima cărămidă punând-o chiar regele, care a donat și o sumă mare de bani.
Răcășdenii au fost creștini ortodocși,dar de prin anul 1912 s-a raspândit și cultul baptist,adus din S.U.A.. Prima biserică ortodoxă, din lemn a fost ridicată în 1733. Biserica nouă a fost construită între 1770-1778, din piatră și cărămidă. În anul 1904 biserica este îngrădită cu un zid de piatră cioplită peste care s-a montat un gard de fier. Dea-lungul vremii s-au efectuat renovări la fațada și pictura biserici. In 10 ianuarie 2010 a fost sfințit exteriorul bisericii din Racasdia de către PS Lucian Episcopul Caransebeșului. Cu aceasta ocazie Consiliul Local al comunei Racasdia a hotărât sa-i acorde PS Lucian titlul de "Cetățean de Onoare al Comunei Racasdia". Din mila bunului Dumnezeu și din grija PS Lucian fata de comunitatea noastră, începând cu data de 1 februarie 2010 Parohia Racasdia și-a primit noul preot paroh în persoana PC Părinte Gheorghe Țibuleac. Odată cu venirea PC Sale s-au efectuat unele lucrări la biserica și casa parohiala, iar din data de 20 iulie 2011 au început lucrările pentru restaurarea picturi biserici din Racasdia, de către pictorul Isac Igor.
În jurul anului 1700 a fost edificată școala.Clădirea veche era din piatră cu acoperișul din șindrilă. La început școala avea duar o sală de învățământ, destul de spațioasă, putând primi până la 100 de elevi. Din 1872,înmulțindu-se numărul copiilor, s-a înființat încă o clasă. În 1879, s-a creat și clasa a III-a, dar numai pentru un an,reînființându-se în 1906. În anul 1884 s-a construit un nou local, alăturat celui vechi, școala dispunând acum de 4 săli de clasă. Astăzi școala are 8 clase.

## Atracții turistice
- Lăcașuri de cult
  - Biserica Ortodoxă
  - Biserica Baptistă
  - Biserica Penticostala
- Monumente și clădiri
  - Casa de cultură Emilian Novacoviciu
  - Monumentele eroilor
  - Cabana de vânătoare
  - Moara din sat
  - Moara lu Pătru Luca
  - Muzeul etnografic si de cultura

## Galerie fotografică

Primăria comunei Răcășdia
Școala generală, clasele I-VIII din Răcășdia
Casa de cultură Emilian Novacoviciu,Răcășdia
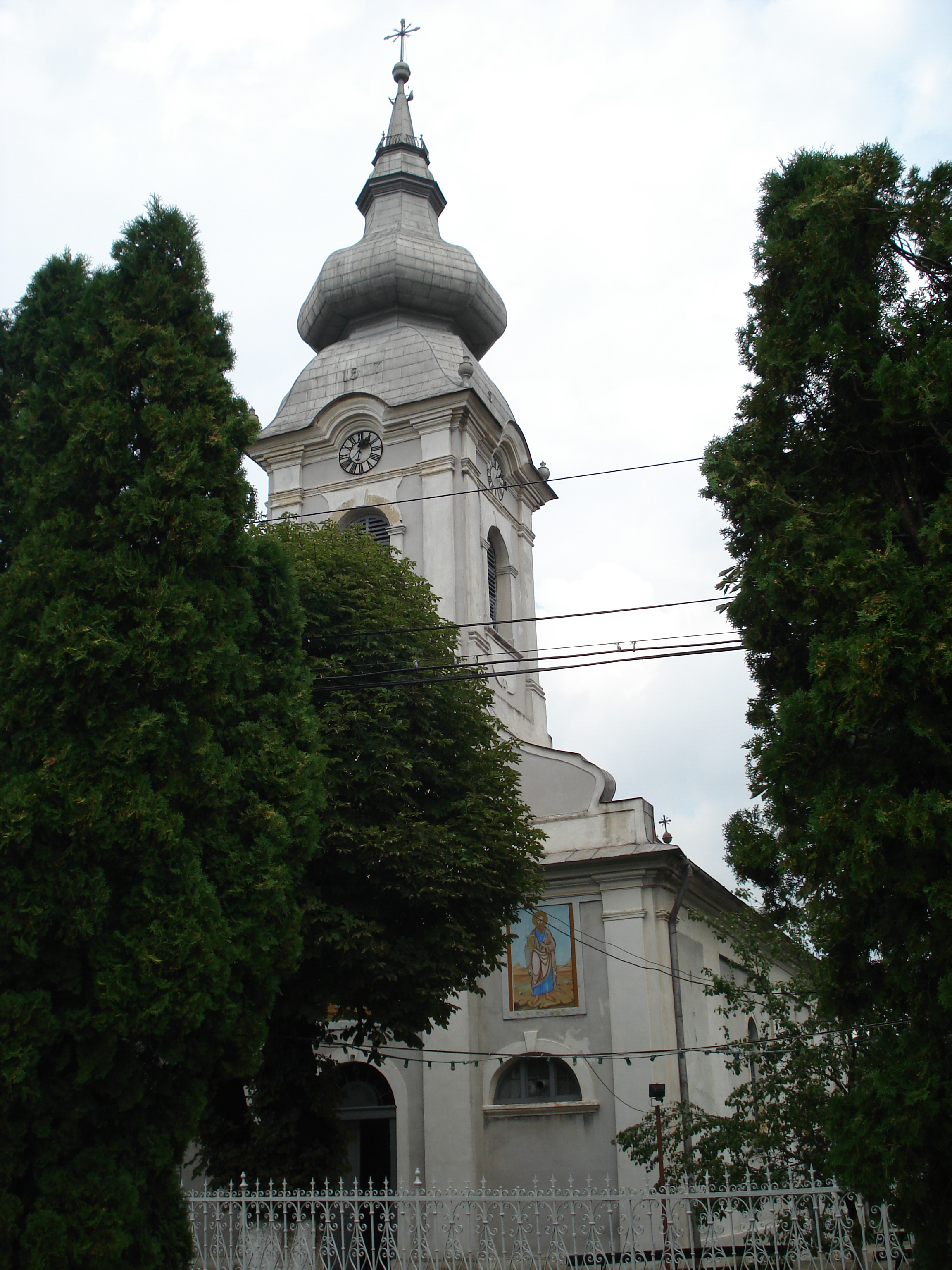
Biserica Ortodoxă din Răcășdia
Cabana de vânătoare
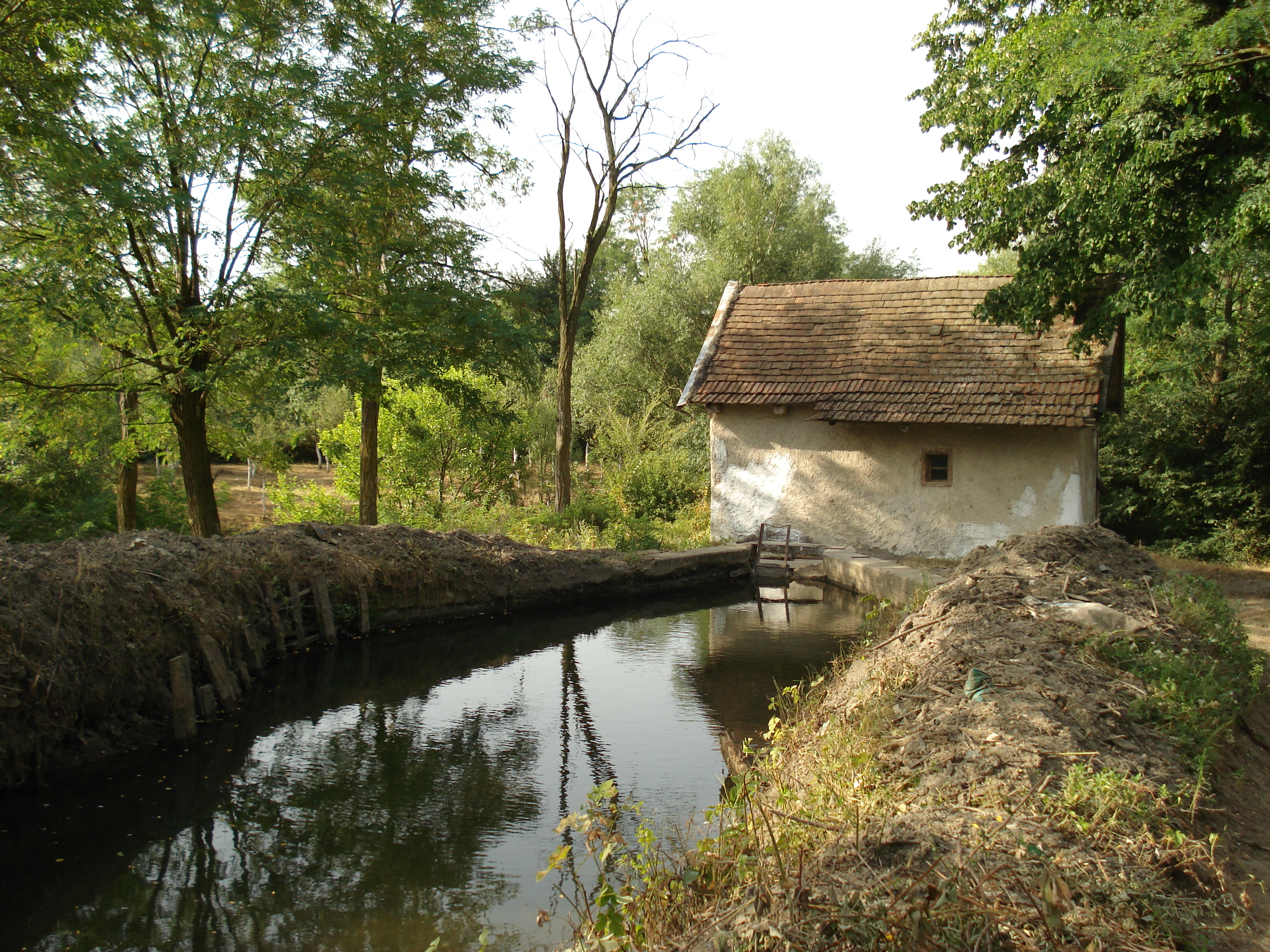
Moara din sat
Moara lu Pătru Luca
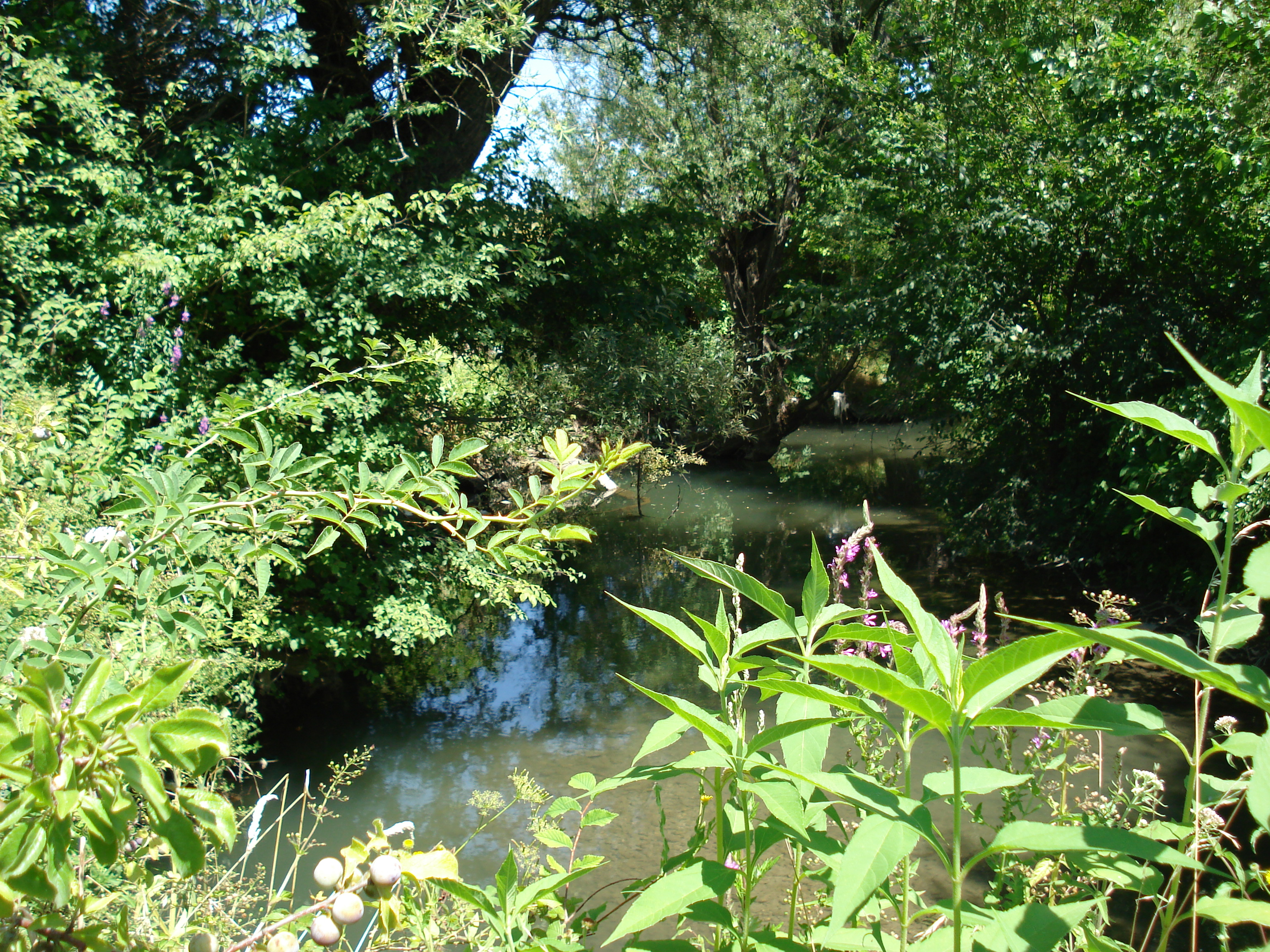
Valea Mare
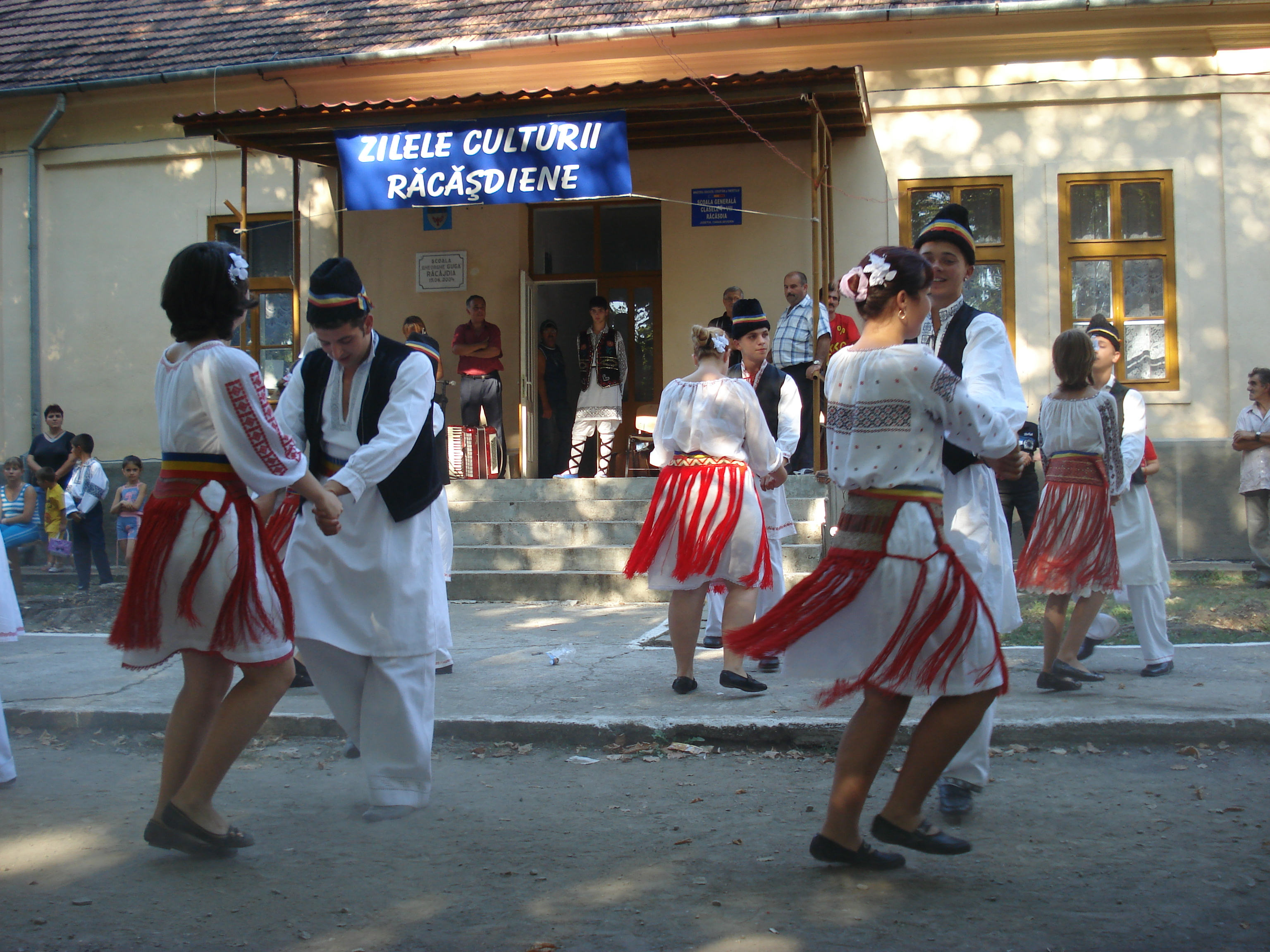
Zilele Culturii Răcășdiene 2007-Dansuri populare
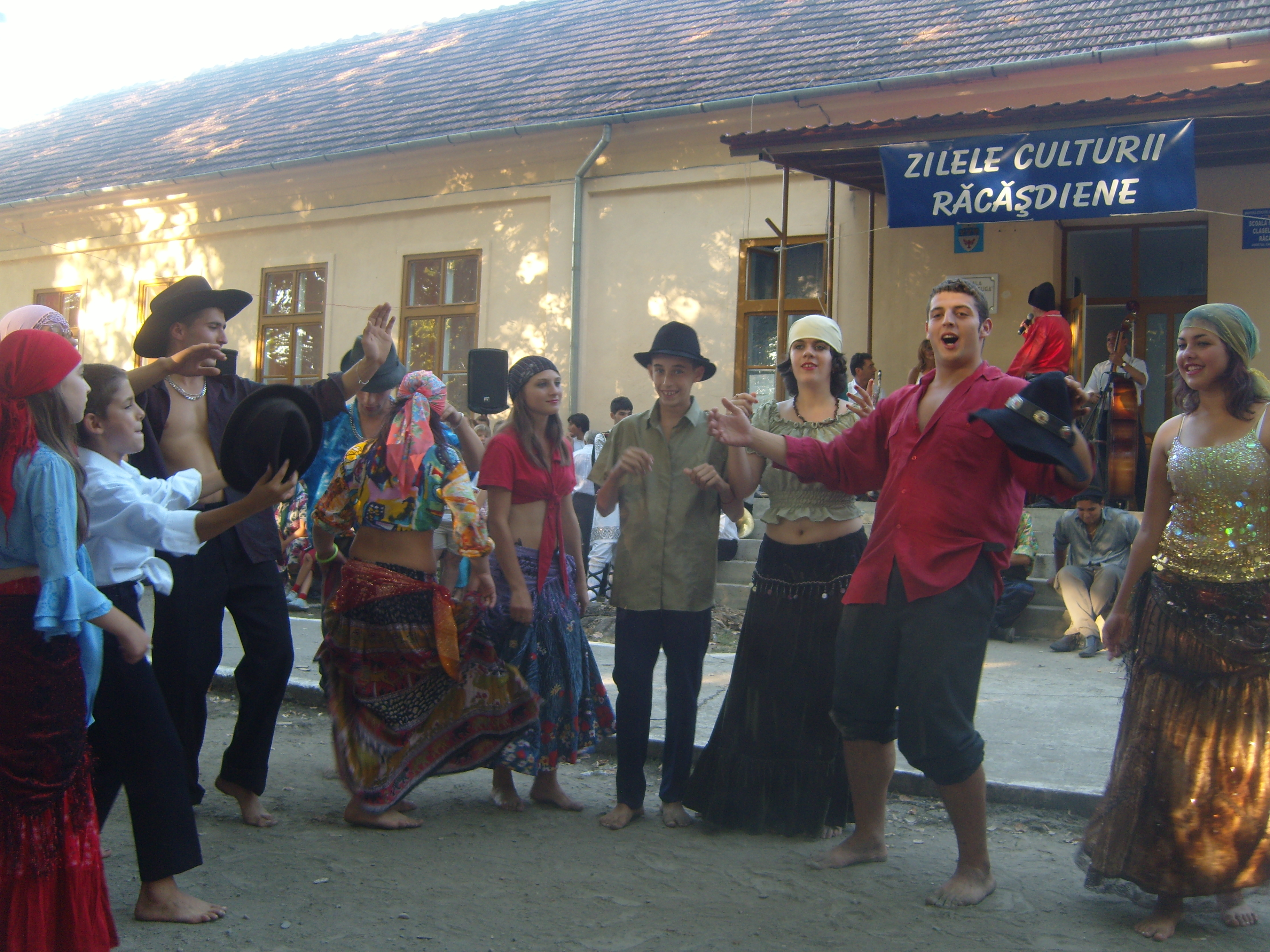
Zilele Culturii Răcășdiene 2007-Dansuri țigănești
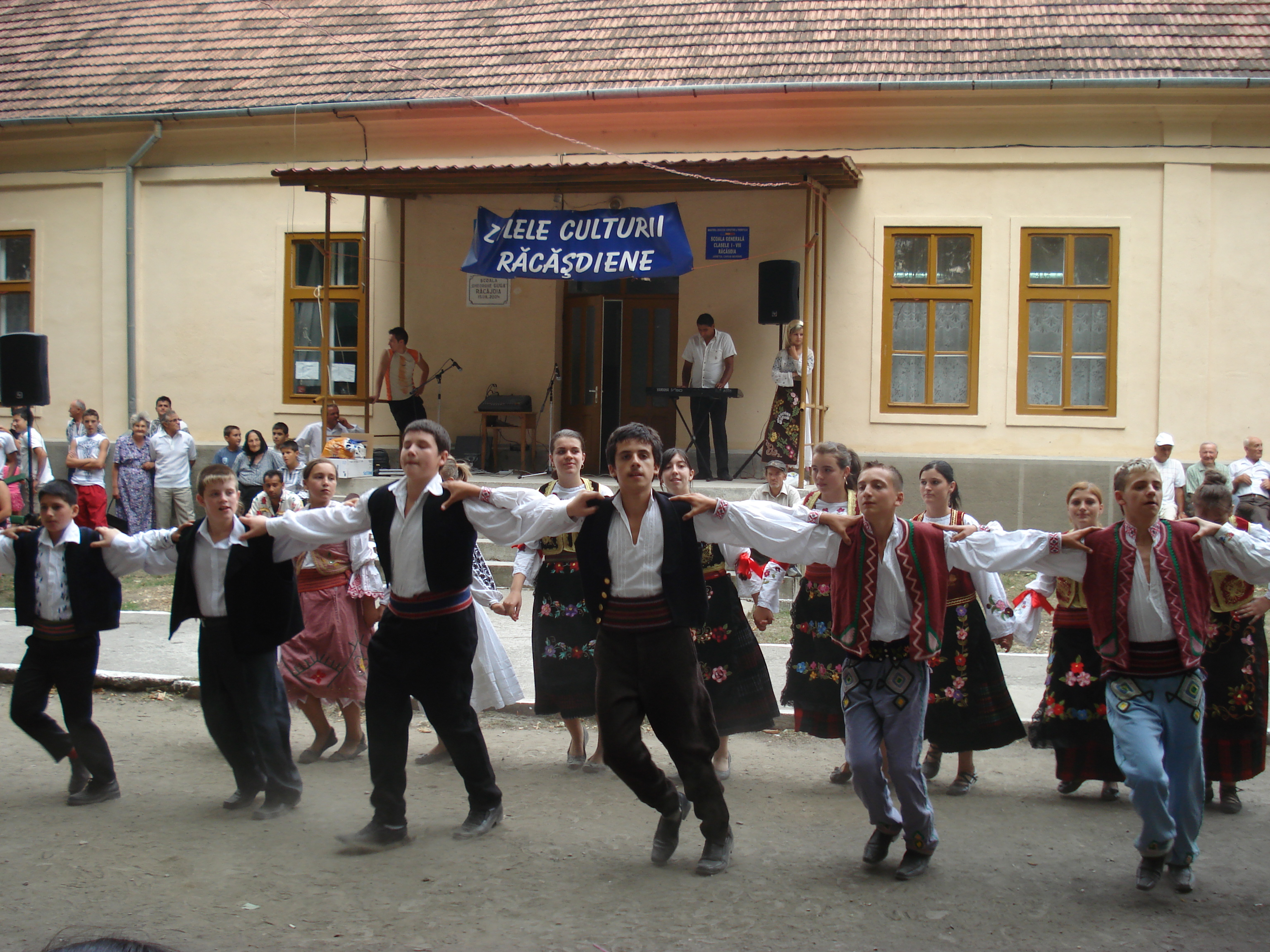
Zilele Culturii Răcășdiene 2008-Dansuri sârbești
Muzeul etnografic
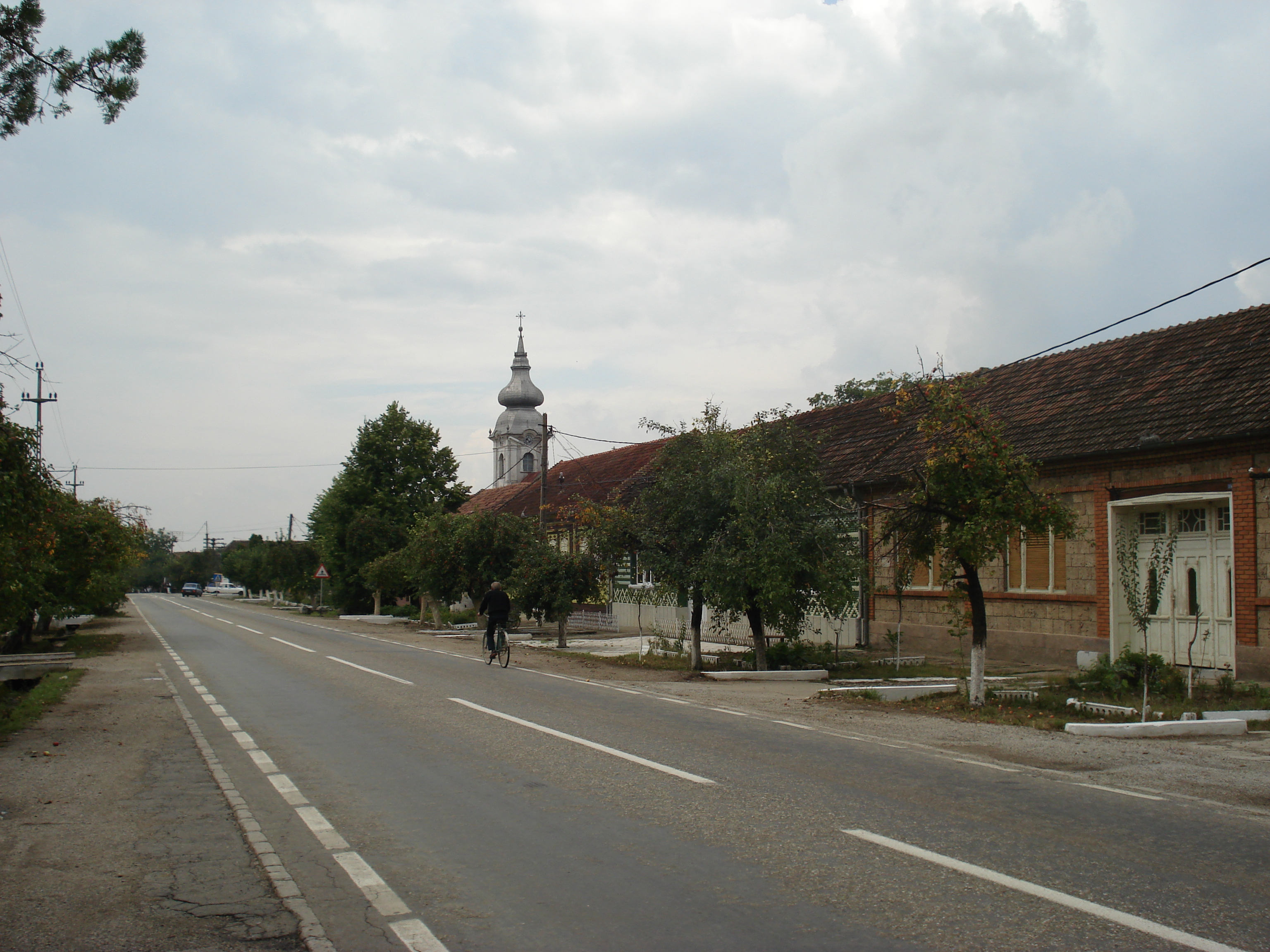
Șoseaua națională 57-Răcășdia
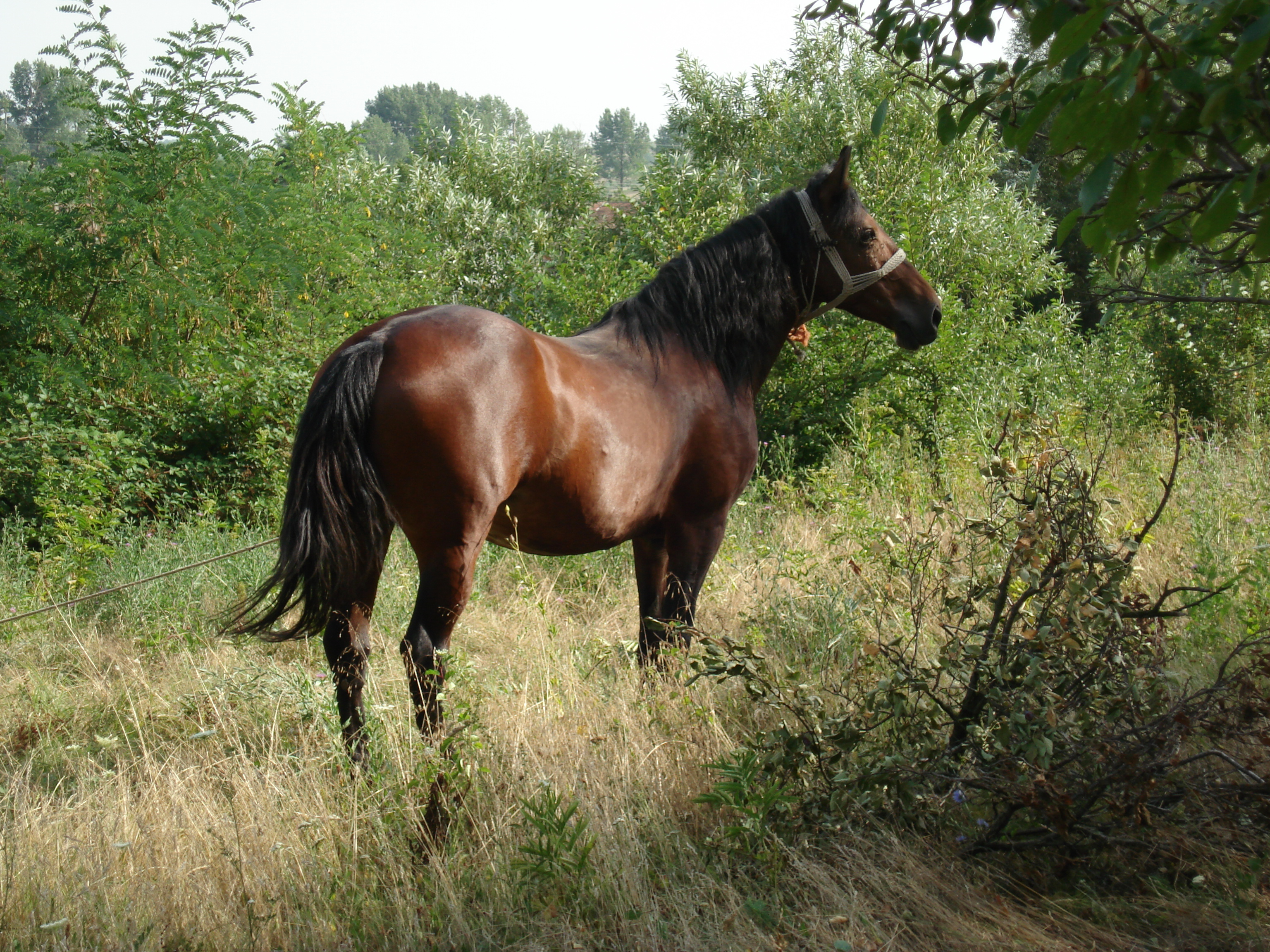
Cal
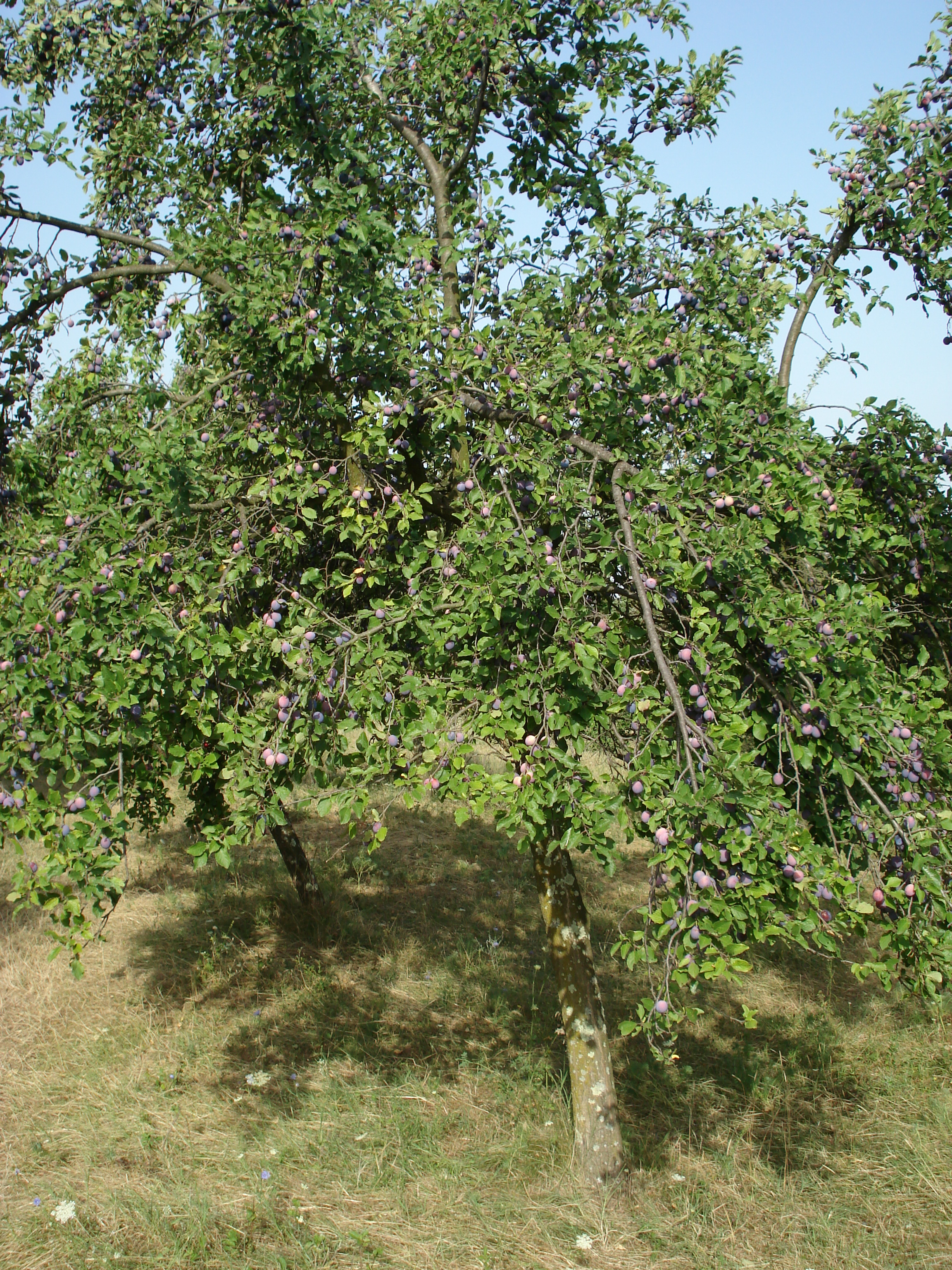
Prun
Cuib de berze-Răcășdia
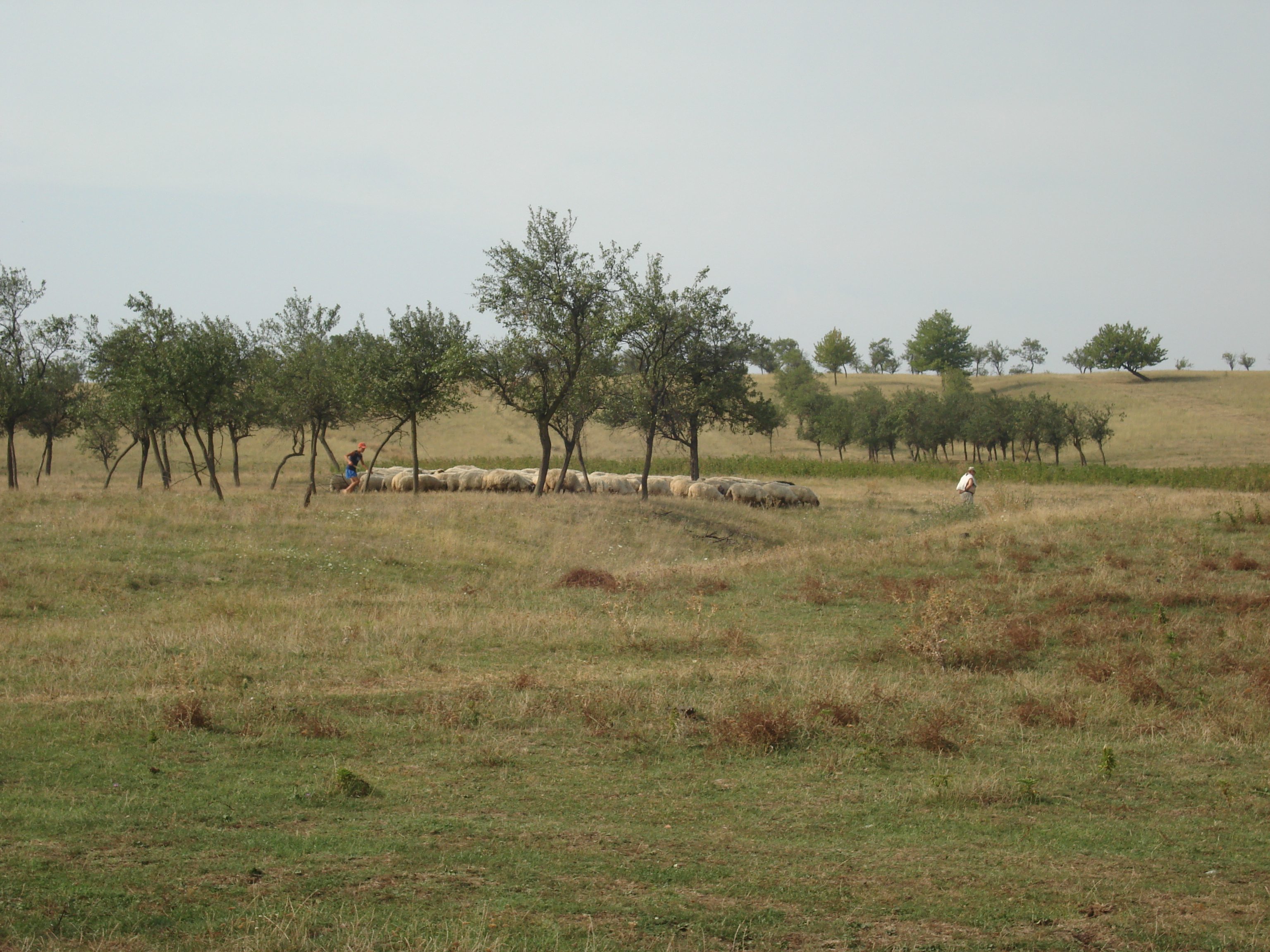
Oile pe deal
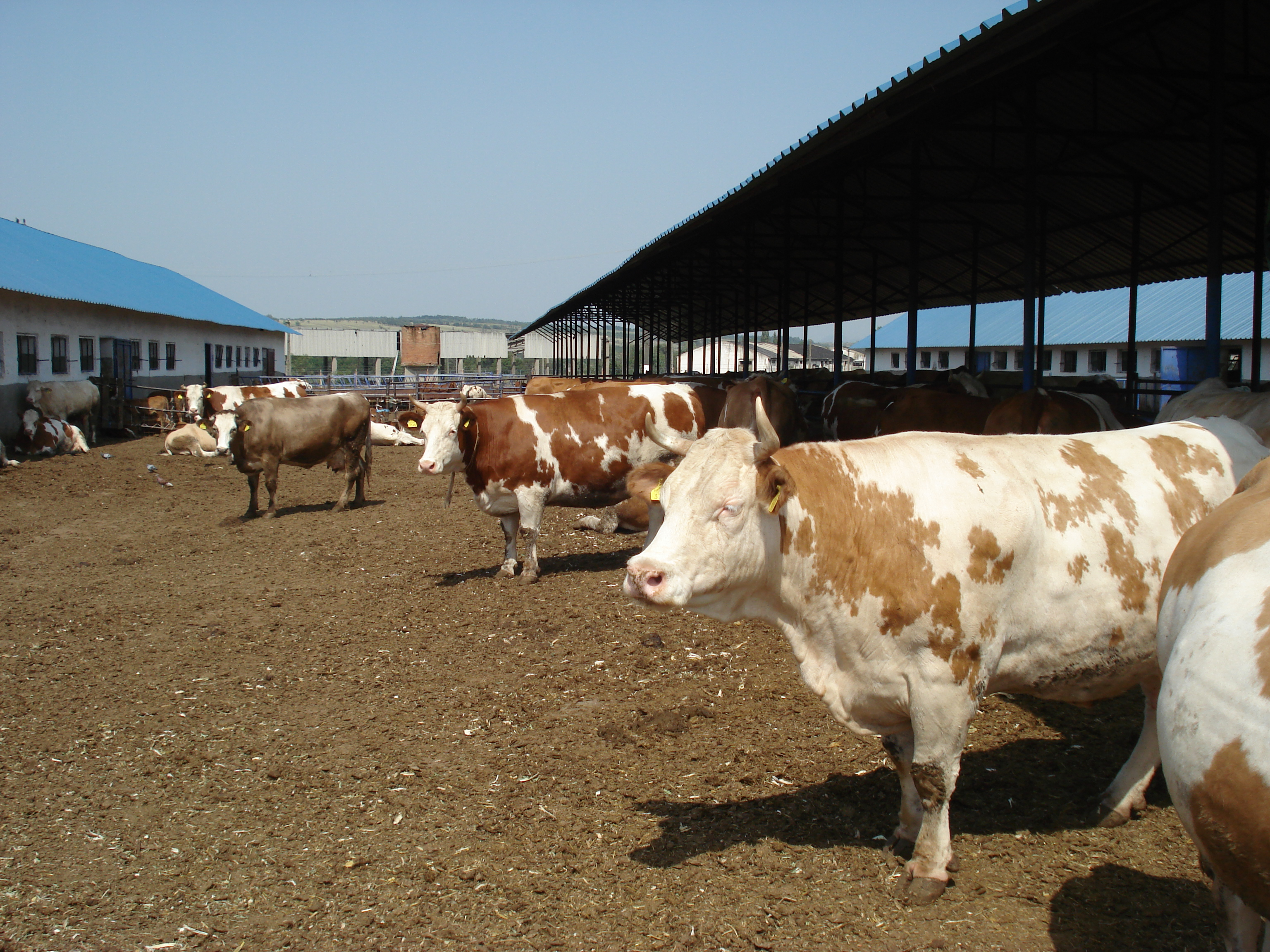
Ferma Bardeau Holding-Răcășdia
Monumentul eroilor-Răcășdia
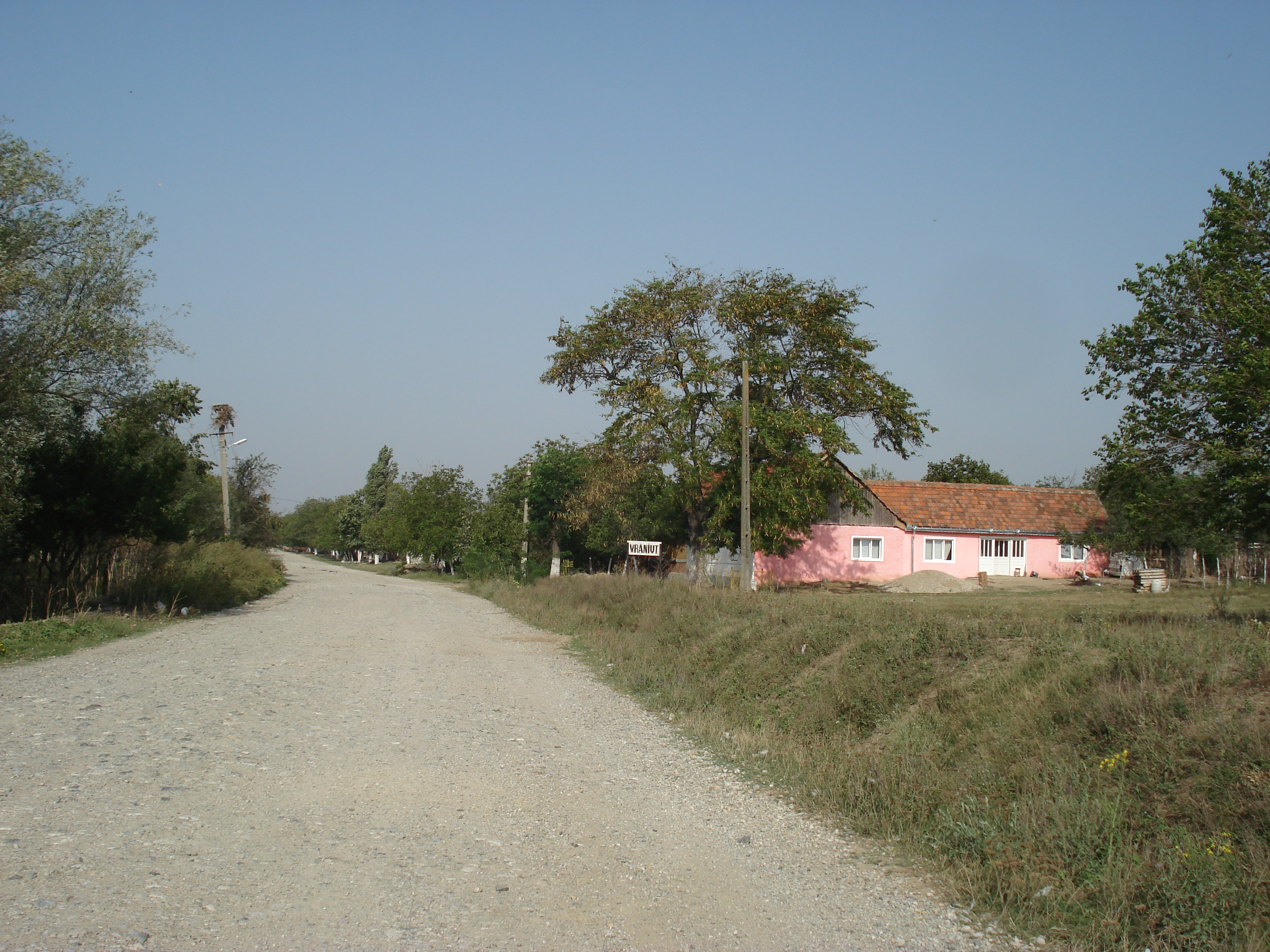
Localitatea Vrăniuț